# Picot trist
El picot trist (Meiglyptes tristis) és una espècie d'ocell de la família dels pícids (Picidae) que habita la selva humida de les planes de Java.